# Beating the Odds
Beating the Odds è un singolo del supergruppo statunitense Liquid Tension Experiment, pubblicato il 26 febbraio 2021 come secondo estratto dal terzo album in studio Liquid Tension Experiment 3.

## Descrizione
Il brano è stato il secondo ad essere composto per il disco, mentre il titolo scelto deriva dal fatto che il riff iniziale del chitarrista John Petrucci è in un tempo dispari. Lo stesso tastierista Jordan Rudess ha detto che inizialmente il gruppo era confuso dalla ritmica del riff, mentre il batterista Mike Portnoy ha inoltre dichiarato di riferirsi scherzosamente al brano come «la canzone felice della pandemia» che appunto nonostante i tempi bui della pandemia ha un'atmosfera gioiosa che talvolta si diversifica in sezioni più dark e gloriose.

## Video musicale
Il video è stato diretto da Christian Ross e ritrae scene del gruppo intento ad eseguire il brano unite ad animazioni.

## Tracce
1. Beating the Odds – 6:09

## Formazione
- Tony Levin – basso, Chapman Stick
- John Petrucci – chitarra
- Mike Portnoy – batteria
- Jordan Rudess – tastiera